# Rudolf von Stillfried-Rattonitz
Rudolf Maria Bernhard von Stillfried-Rattonitz, à partir de 1861, comte von Alcantara (également Stillfried-Alcantra ; né le 14 août 1804 à Hirschberg-des-Monts-des-Géants et mort le 9 août 1882 au château de Silbitz, arrondissement de Nimptsch, province de Silésie) est un historien prussien, héraldiste et fonctionnaire de la cour.

## Biographie

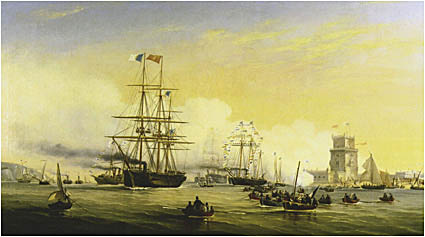
L'arrivée de Stéphanie de Hohenzollern au Portugal en 1858 (peinture de João Pedroso), avec la tour de Belém en arrière-plan

Il est issu de l'ancienne famille noble bohémienne Stillfried-Rattonitz, qui s'est scindée en plusieurs branches. Ses parents sont Karl Maria Ignaz von Stillfried-Rattonitz (1759-1846) et Theresia von Rottenberg-Endersdorf (1763-1822). Rudolf von Stillfried est catholique. Après le lycée à Breslau, il étudie à l'Académie de chevalerie de Liegnitz à partir de 1819 et dans un lycée catholique à Coblence. Entre 1824 et 1830, Stillfried obtient un diplôme en droit à l'Université de Breslau.
Au début, il travaille pendant une courte période dans l'administration de l'État. Après cela, il est attiré à la cour par Frédéric-Guillaume IV et nommé maître de cérémonie en 1840, et fonde les archives de la maison royale. De 1852 à 1868, il en est le chef. Dans ce contexte, von Stillfried agit en tant que rédacteur en chef des antiquités et des monuments d'art de la maison de Hohenzollern (à partir de 1838) et de la Monumenta Zollerana (1840). Il est aussi le conseiller du roi pour la restauration et la reconstruction de bâtiments historiques tels que le château de Hohenzollern ou l'église du monastère à Heilsbronn.
À partir de 1853, il occupe le poste de maître principal des cérémonies. Il est également membre du conseil d'administration du bureau du héraut à partir de 1854. En 1856, von Stillfried est nommé conseiller privé et membre de la Commission générale des ordres.
Il accompagne Stéphanie de Hohenzollern et son frère Léopold en tant que maître de cérémonie à Lisbonne, où elle épouse le 18 mai 1858 le roi Pierre V de Portugal (règne de 1853 à 1861) de la Maison de Saxe-Cobourg et Gotha. La même année, il est élevé au rang de Grand de première classe avec le titre de comte d'Alcantara.
Le 11 juin 1859, il épouse la veuve Caroline baronne von Wimmersberg née comtesse von Mettich, qui apporte dans le mariage, entre autres propriétés, le château de Silbitz près de Nimptsch.
En 1861, von Stillfried organise le couronnement de Guillaume Ier et est nommé comte prussien la même année. Il est également membre honoraire de l'Académie prussienne des sciences. En 1879, il devient chevalier de l'ordre prussien de l'Aigle noir.

## Famille
Stillfried se marie le 4 juin 1827 à Brieg avec Maria Rosa Josepha Kunigunde von Köckritz und Friedland (de) (née le 3 avril 1799 et morte le 13 décembre 1837) de la branche de Sürchen en Silésie. Le couple a plusieurs enfants :
- Heinrich Maria Leopold Wenceslaus Ignaz (né le 28. septembre 1828), chevalier d'honneur de l'Ordre de Malte, Rittmeister prussien, marié le 18 octobre 1862 avec la comtesse Marianna von Ingenheim (née le 17 juillet 1831), dame d'honneur de l'ordre royal bavarois de Thérèse, fille de Gustav Adolf Wilhelm von Ingenheim (de)
- George Maria (né le 28 décembre 1835), chevalier d'honneur de l'ordre de Malte ; docteur juridique; capitaine prussien et conseiller de gouvernement à Liegnitz, marié le 6 juin 1872 avec Sophie Auguste Caroline Ida Tillgner von Sebottendorf (de) (née le 16 mai 1843)

Après la mort de sa première femme, il se marie le 30 novembre 1839 à Vienne avec la comtesse Maria Gabriele Wallis von Carrighmain (de) (née le 8. novembre 1802 et morte le 7 janvier 1858); elle est dame d'honneur de l'Ordre royal bavarois de Thérèse. Le couple a un fils :
- Paul Franz de Paula Maria (né le 5 août 1842), seigneur héréditaire du fidéicommis de Buchwald et Barge dans l'arrondissement de Sagan, chevalier d'honneur de l'ordre de Malte, capitaine prussien, marié le 21 juin 1868, avec la comtesse Pia Hedwig Schaffgotsch genannt Semperfrei von und zu Kynast und Greiffenstein (de) (née le 31 août 1847)

Après la mort de sa seconde épouse, il se marie le 11 juin 1859 à Breslau la comtesse Caroline Anna Franzisca Agnes von Mettich, veuve baronne von Wimmersperg (née le 11 juin 1815 et morte le 31 mai 1865); elle est héritière de Silbitz et Strachau près de Nimptsch et dame de l'Ordre de Malte et de l'Ordre royal bavarois de Thérèse.

## Monumenta Zollerana

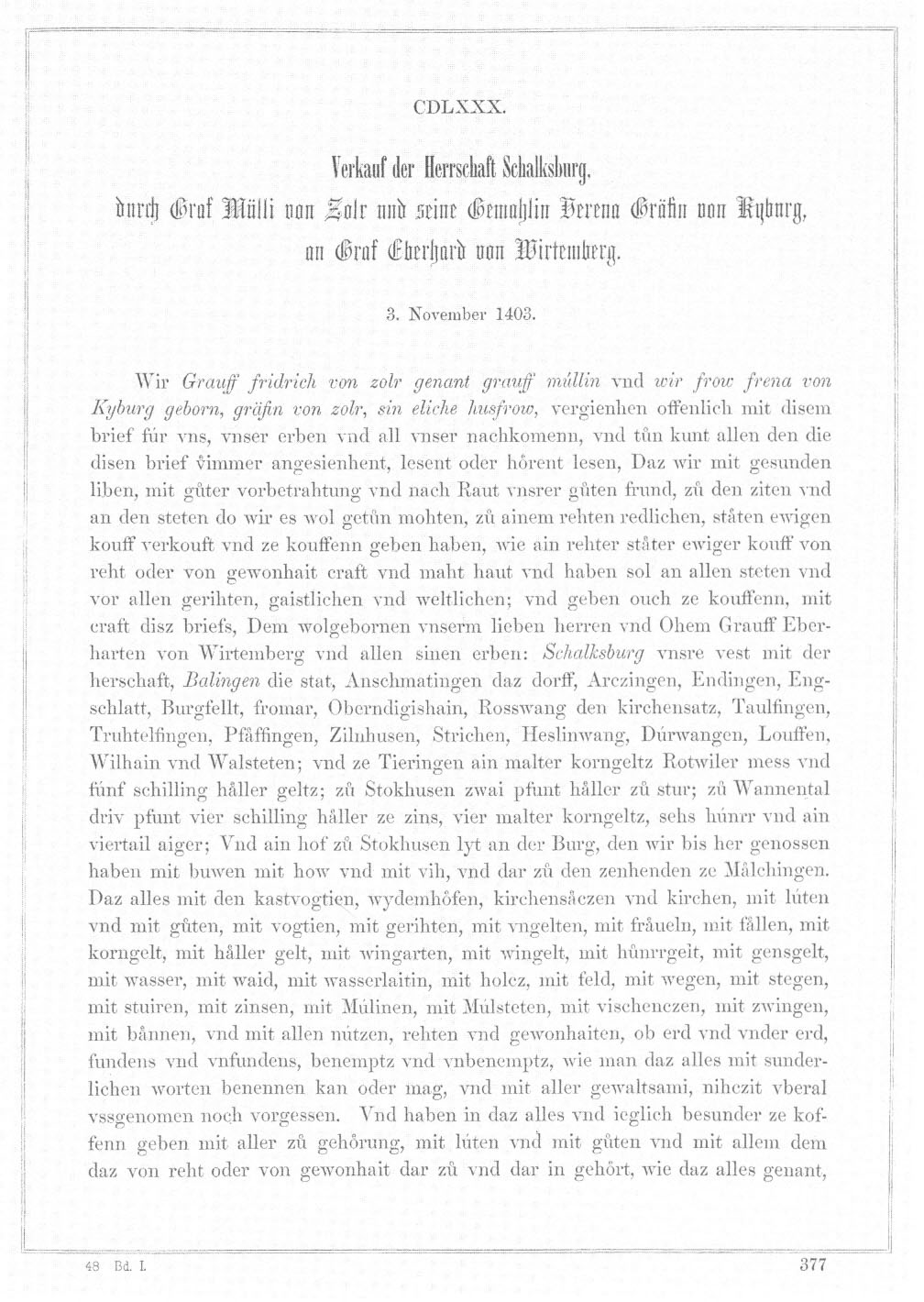
Acte de vente de la seigneurie de Zollern-Schalksburg en date du 3 novembre 1403 dans la Monumenta Zollerana

Stillfried séjourne à Berlin en 1833/1834 et est chargé par Frédéric-Guillaume IV de faire des recherches sur l'histoire des Hohenzollern. Les documents relatifs à cette famille noble sont dispersés dans les Etats allemands. Stillfried doit les acquérir sous forme d'originaux ou de copies. Ces efforts aboutissent à l'ouvrage Monumenta Zollerana, qui contient les actes de la maison. Des documents sont également conservés dans les archives royales de la maison nouvellement créées. Plus tard, l'ouvrage est remanié avec le co-auteur Traugott Märcker (de). L'activité dure plusieurs années. Notamment, des informations sur les burgraves de Nuremberg ont pu être trouvées dans les archives bavaroises. La préhistoire des Hohenzollern, dans la mesure où les documents sont encore disponibles, est documentée. En 1847, les Hohenzollerschen Forschungen sont publiées.
L'ouvrage comprend les tomes suivants :
- Band 1: Urkunden der schwäbischen Linie (de) 1095–1418 (1852) Digitalisat
- Band 2: Urkunden der fränkischen Linie 1235–1332 (1856) Digitalisat
- Band 3: Urkunden der fränkischen Linie 1332–1363 (1857) Digitalisat
- Band 4: Urkunden der fränkischen Linie 1363–1378 (1858) Digitalisat
- Band 5: Urkunden der fränkischen Linie 1378–1398 (1859) Digitalisat
- Band 6: Urkunden der fränkischen Linie 1398–1411 (1860) Digitalisat
- Band 7: Urkunden der fränkischen Linie 1411–1417 (1861) Digitalisat
- Band 8: Ergänzungen und Berichtigungen zu Bd. 2–7 (1866) Digitalisat
- Band 9: Register zu Bd. 2–7 der Monumenta Zollerana (1856) Digitalisat

## Travaux
- Friedrich Wilhelm III., König von Preußen, das Wappen seines Reiches, und die Stammburg seiner Väter. Eine kurzgefaßte biographosch-genealogisch-historische Darstellung, nebst einem wohlgetroffenen Bildnisse Sr. Majestät (nach Krüger), einer Zeichnung vom neusten königlich preußischen Wappen und einer Abbildung des Schlosses Hohenzollern (nach Rösel). Berlin 1835 (Digitalisat).
- Altertümer und Kunstdenkmale des Hauses Hohenzollern. 2 Foliobände, Berlin 1838–1867.
- Geschichte der Burggrafen von Nürnberg. Görlitz 1843.
- Monumenta Zollerana. 7 Bände, Berlin 1843–1862.
- Der Schwanenorden. Halle 1844. (Digitalisat)
- Beiträge zur Geschichte des schlesischen Adels. 2 Hefte, Berlin 1860–1864.
- Stammtafel des Gesamthauses Hohenzollern. 6 Blatt, Berlin 1869, Neuausgabe 1879.
- Liste der Ritter des Königlich Preußischen Hohen Ordens vom Schwarzen Adler, 1871
- Hohenzollern. Beschreibung und Geschichte der Burg. Nürnberg 1871.
- Friedrich Wilhelm III. und seine Söhne. Berlin 1874.
- Die Attribute des neuen Deutschen Reichs. 3. Auflage, Berlin 1882. Digitalisat (Berlin 1872)
- Die Titel und Wappen des preußischen Königshauses. Berlin 1875.
- Neuherausgabe gemeinsam mit Adolf Matthias Hildebrandt des Wappenbuches aus dem Jahr 1483 von Conrad Grünenberg (de) 1875
- Kloster Heilsbronn. Ein Beitrag zu den Hohenzollerischen Forschungen. Berlin 1877.
- Die älteren Siegel und das Wappen der Grafen von Zollern, so wie der Zollernschen Burggrafen zu Nürnberg. Moeser, Berlin 1881. Digitalisat
- Herausgegeben mit Bernhard Kugler: Die Hohenzollern und das deutsche Vaterland. 2 Bände, 3. Auflage, München 1884.
- Herausgegeben mit Siegfried Hänle (de): Das Buch vom Schwanenorden. München 1881.